# 菲瑟尔赫沃德
菲瑟尔赫沃德（德語：Visselhövede，發音：[ˌfɪsl̩ˈhøːvədə] ⓘ）是德国下萨克森州维默河畔罗滕堡县的城市，面积159.2平方千米，2023年12月31日人口为9,747人。